# Östringen
Östringen var et historisk frisisk landskab, omgivet af Rüstringen, Harlingerland, Wangerland, Auricherland og Lengenerland. Området blev fra 700-tallet og frem til 1300-tallet regeret af flere herskere fra Sachsen, Ammerland og Oldenburg. Den vigtigste by i området var Jever. 
I 1300-tallet blev Östringen forenet med Wangerland og i 1400-tallet med de rester, som var tilbage af Rüstringen vest for Jadebusen efter de naturkatastrofer, som havde ramt området. De tre områder dannede Jeverland (Herrschaft Jever). 
Modsat flere af de andre frisiske landskaber er navnet Östringen helt faldet ud af sprogbrugen.